# Інценгоф
Інценгоф (нім. Inzenhof) — громада на сході Австрії у федеральній землі Бургенланд. Знаходиться на кордоні з Угорщиною. Входить до складу округу Гюссінг. Населення становить 341 осіб (на 1 січня 2016 року). Займає площу 6 км².